# Samuel Taylor Darling
Samuel Taylor Darling (nacido el 6 de abril de 1872, Harrison (Nueva Jersey), fallecido el 21 de mayo de 1925 Beirut) fue un patólogo y bacteriólogo que descubrió el agente patógeno Histoplasma capsulatum en 1906. Murió en Beirut en un accidente automovilístico junto con malariólogo británico Norman Lothian. El Premio Darling para la investigación de la malaria fue establecido en su memoria.
- La abreviatura «Darling» se emplea para indicar a Samuel Taylor Darling como autoridad en la descripción y clasificación científica de los vegetales.[5]